# Antiche unità di misura del circondario di Matera
Nella provincia di Matera, l'unità locale di misura della superficie usata in agraria è il tomolo.
Il valore del tomolo è variabile da comune a comune; nel capoluogo corrisponde a 40,88 are, ossia a 4.088 m2
Altre misure locali correlate:
| 1 carro   | 60 tomoli       |
| 1 versura | 3 tomoli        |
| 1 tomolo  | 2 mezzetti      |
| 1 tomolo  | 4 quarti (agne) |